# Yezoceryx fulvus
Yezoceryx fulvus är en stekelart som beskrevs av Wang 1982. Yezoceryx fulvus ingår i släktet Yezoceryx och familjen brokparasitsteklar. Inga underarter finns listade i Catalogue of Life.